# Rudolf Felzmann (politik)
Rudolf Felzmann (17. února 1866 Heroltice – 10. května 1937 Mlýnický Dvůr) byl rakouský a český politik německé národnosti z Moravy, na počátku 20. století poslanec Moravského zemského sněmu a Říšské rady.

## Biografie
Vychodil základní školu, gymnázium a absolvoval vysokou školu zemědělskou. Profesí byl zemědělcem. Zastával úřad starosty Mlýnického Dvora, byl předsedou okresní organizace Bund der Deutschen Nordmährens. Od roku 1902 do roku 1906 zasedal jako poslanec Moravského zemského sněmu. Nastoupil sem po zemských volbách roku 1902 za kurii venkovských obcí, obvod Šumperk, Wiesenberk, Staré Město, Šilperk. Mandát na sněmu získal i ve volbách roku 1906, opět za kurii venkovských obcí a německý obvod Zábřeh, Staré Město, Šilperk.
Na počátku 20. století se zapojil i do celostátní politiky. Ve volbách do Říšské rady roku 1911 byl zvolen do Říšské rady (celostátní zákonodárný sbor) za německý obvod Morava 16. Usedl do poslaneckého klubu Německý národní svaz, v jehož rámci reprezentoval Německou radikální stranu. Ve vídeňském parlamentu setrval do zániku monarchie.Profesně byl k roku 1911 uváděn jako zemědělec.
Po válce zasedal v letech 1918–1919 jako poslanec Provizorního národního shromáždění Německého Rakouska (Provisorische Nationalversammlung).